# Erebia eviades
Erebia eviades är en fjärilsart som beskrevs av Wheeler 1908. Erebia eviades ingår i släktet Erebia och familjen praktfjärilar. Inga underarter finns listade i Catalogue of Life.